# 北海道道316号上士幌音更線
北海道道316号上士幌音更線（ほっかいどうどう316ごう かみしほろおとふけせん）は、北海道上士幌町と音更町を結ぶ一般道道である。

## 概要

### 路線データ
- 起点：北海道河東郡上士幌町字上士幌（国道273号・北海道道418号上士幌停車場線交点）
- 終点：北海道河東郡音更町字下士幌
- 総延長：35.0km

## 歴史
- 1957年（昭和32年）7月25日 - 293号として路線認定[1]。
- 1994年（平成6年）10月1日 - 路線番号を316号に変更[2]。

## 路線状況

### 重複区間
- 士幌町字士幌（北海道道134号本別士幌線）
- 音更町字東和東（北海道道31号音更池田線）
- 音更町字下士幌(北海道道73号帯広浦幌線)（北海道道498号長流枝内木野停車場線）

## 地理

### 通過する自治体
- 十勝総合振興局
  - 河東郡
    - 上士幌町
    - 士幌町
    - 音更町

### 主な接続道路
上士幌町
- 国道273号 - 上士幌（起点）
- 北海道道418号上士幌停車場線 - 上士幌（起点、北海道道806号上音更上士幌線と接続）
- 国道241号・国道274号 - 上士幌（立体交差）
- 北海道道660号居辺本別線 - 居辺

士幌町
- 北海道道134号本別士幌線 - 士幌（重複）

音更町
- 北海道道31号音更池田線 - 東和東（重複）
- 北海道道73号帯広浦幌線 - 下士幌（重複)
- 北海道道498号長流枝内木野停車場線 - 下士幌（重複）